# Patrick Fernández Flores
Patrick Fernández Flores (* 26. Juli 1929 in Ganado, Jackson County, Texas; † 9. Januar 2017 in San Antonio, Texas) war ein US-amerikanischer Geistlicher und römisch-katholischer Erzbischof von San Antonio.

## Leben
Patrick Fernández Flores empfing am 26. Mai 1956 die Priesterweihe für das Bistum Galveston.
Papst Paul VI. ernannte ihn am 9. März 1970 zum Weihbischof in San Antonio und Titularbischof von Italica. Der Apostolische Delegat in den USA, Luigi Raimondi, spendete ihm am 5. Mai desselben Jahres die Bischofsweihe; Mitkonsekratoren waren Francis James Furey, Erzbischof von San Antonio und John Louis Morkovsky, Koadjutorbischof von Galveston-Houston.
Am 4. April 1978 wurde er, ebenfalls von Papst Paul VI. zum Bischof von El Paso ernannt und am 29. Mai desselben Jahres in das Amt eingeführt. Am 23. August 1979 wurde er von Papst Johannes Paul II. zum Erzbischof von San Antonio ernannt und am 13. Oktober desselben Jahres in das Amt eingeführt. Am 29. Dezember 2004 nahm dieser auch Flores’ altersbedingten Rücktritt an.

### Geiselnahme
Am 27. Juni 2000 drang der aus El Salvador stammende Nelson Antonio Escolero in das Büro des Erzbischofs ein und nahm diesen wie auch dessen Sekretärin als Geiseln. Mit einer Gewehrattrappe versuchte Escolero, die ihm drohende Abschiebung zu verhindern. Nach rund drei Stunden ließ Escolero Myrtle Sanchez, die Sekretärin frei. Durch Gespräche wie auch Verhandlungen konnte die Geiselnahme, die zum Teil live im Fernsehen verfolgt werden konnte, nach insgesamt neun Stunden unblutig beendet werden.